# Crocidura sicula
Crocidura sicula (білозубка сицилійська) є одним з видів ссавців, в родині Мідицеві.

## Поширення
Це ендемік Сицилії та пов'язаних з нею островах і на Мальті. На Мальті вид можливо зник. Проживає від рівня моря до 1000 м. Мешкає в приміських районах, садах, пасовищах, орних землях і відкритих чагарниках.

## Загрози та охорона
Ніяких серйозних загроз не відомо, хоча пестициди в сільськогосподарських районах часто є проблемою для комахоїдних видів. На дрібних островах негативний вплив можуть мати домашні коти. 